# Kluczowy wskaźnik efektywności

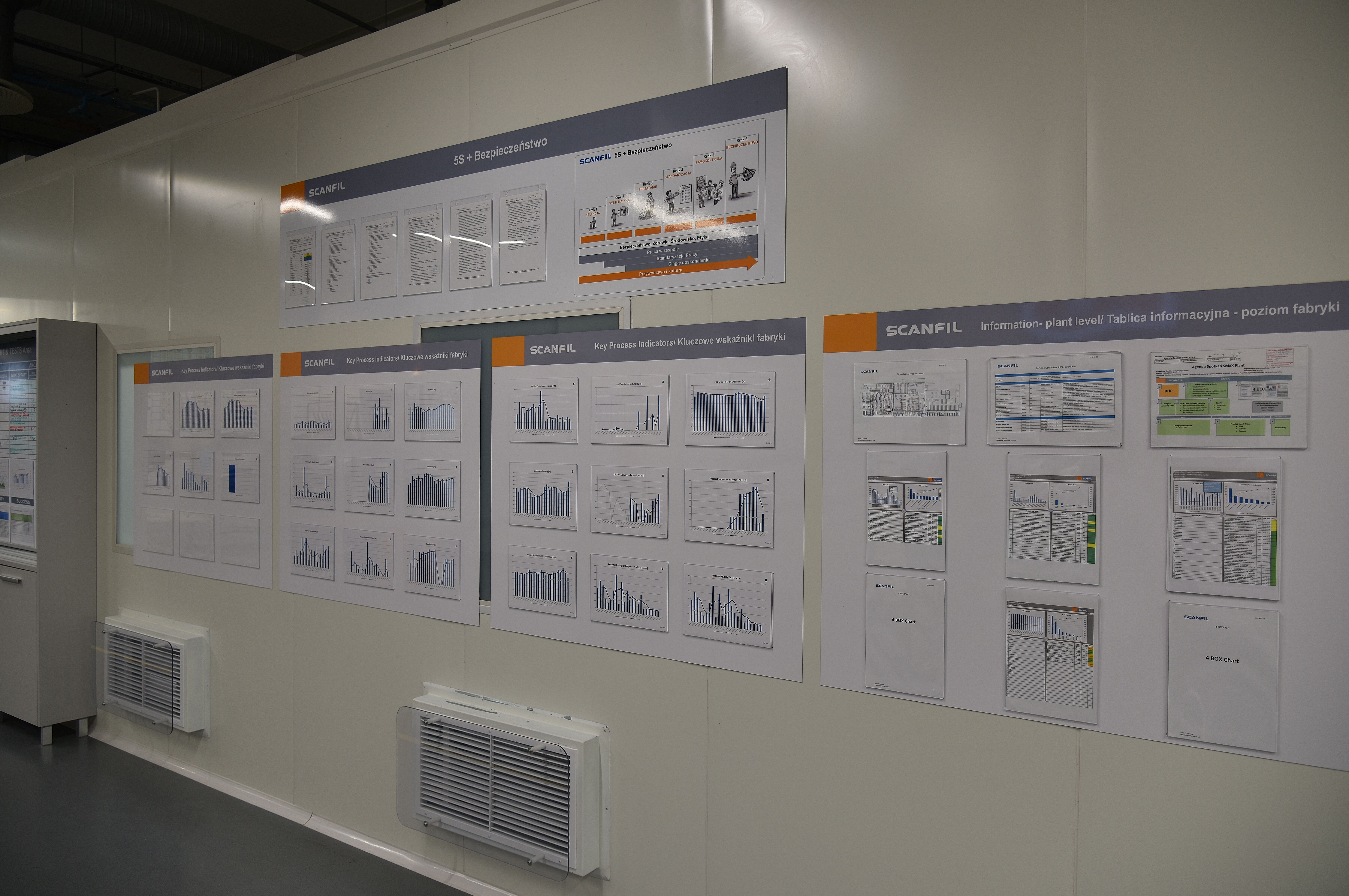
Tablice informacyjne KPI w fabryce Scanfil Poland w Sieradzu

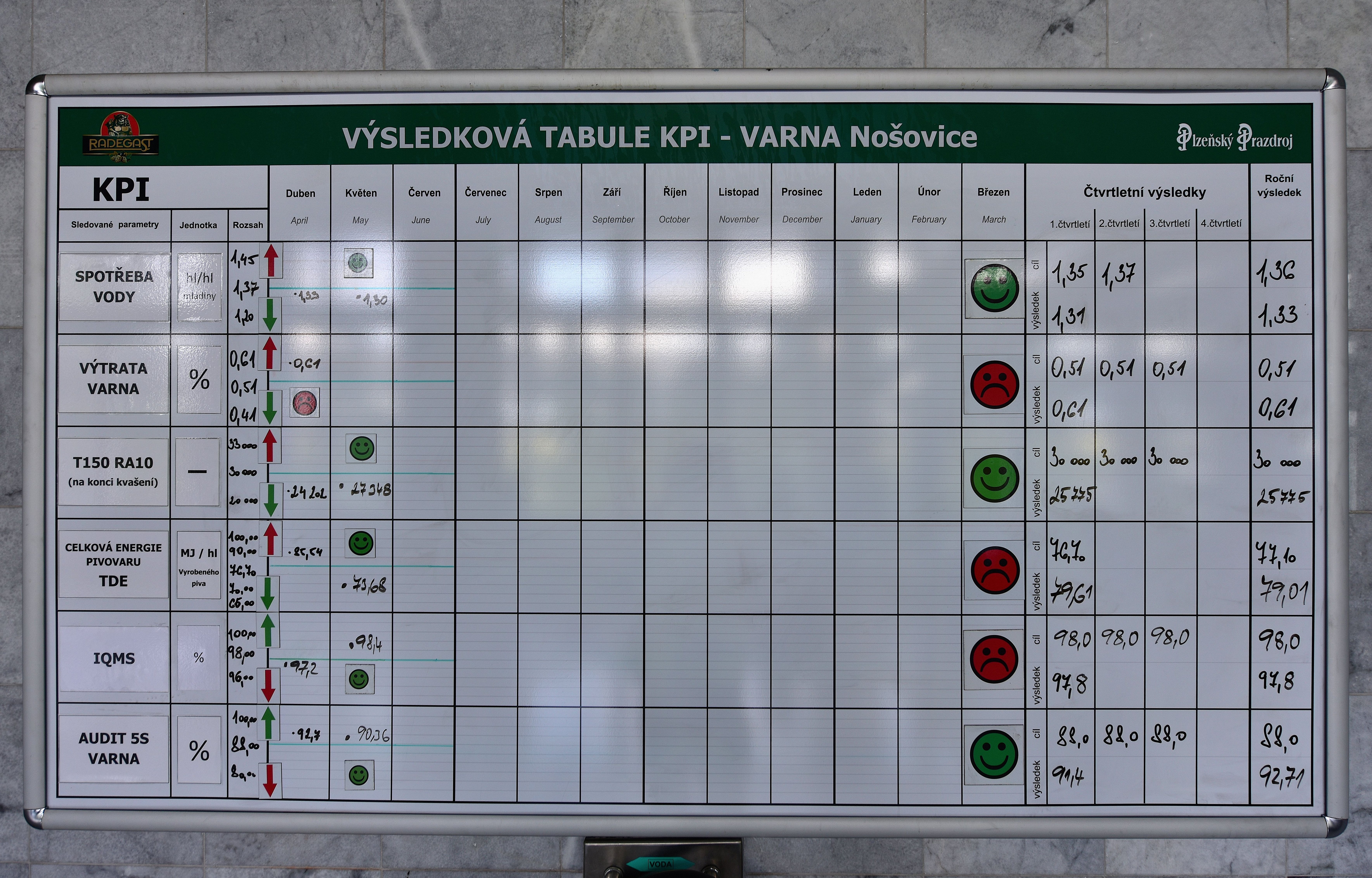
Tablica KPI w Browarze Radegast w Noszowicach

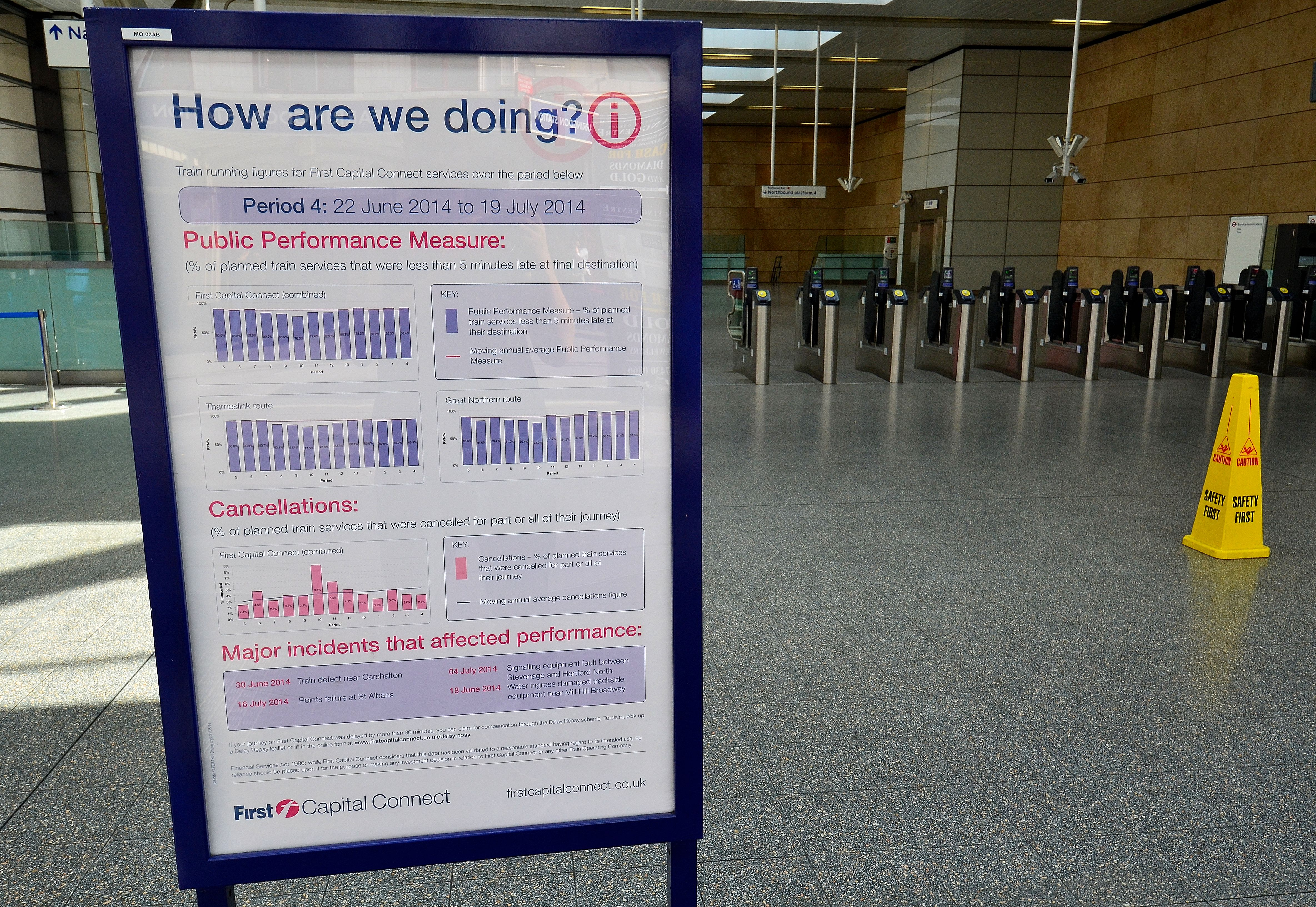
Przykład komunikowania wyników KPI klientom przez brytyjskiego przewoźnika First Capital Connect na dworcu kolejowym Farringdon w Londynie

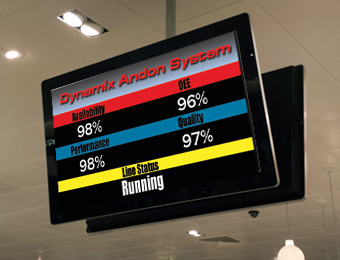
Tablica wyświetlającą bieżący wynik OEE dla linii produkcyjnej

Kluczowy wskaźnik efektywności, kluczowy miernik dokonań (ang. key performance indicator, KPI) – finansowy lub niefinansowy miernik wykorzystywany w procesie pomiaru stopnia realizacji celów organizacji. 
Kluczowe wskaźniki efektywności wspierają osiąganie przez organizację jej celów operacyjnych i strategicznych. Mają one duże znaczenie dla budowania zorientowanej na wyniki kultury organizacyjnej, gdyż stanowią dla pracowników źródło obiektywnej informacji zwrotnej o wykonywanej przez nich pracy, kosztach oraz jakości. Są także narzędziem kontroli menedżerskiej, pozwalają szybko podejmować decyzje, planować i nadawać priorytety działaniom oraz reagować na pojawiające się problemy. Wspierają również procesy ciągłego doskonalenia i efektywne wykorzystywanie posiadanych przez organizację zasobów.
Są narzędziem stosowanym m.in. w lean management i budżecie zadaniowym. Mogą być również wykorzystywane w polityce gospodarczej.
Sposoby definiowania i wykorzystywania KPI określa norma ISO 22400.

## PrzykładyKPI
W praktyce zarządzania opracowano setki wskaźników, które mogą być wykorzystane jako KPI. Są to m.in.:

### Jakość produktów i usług
- PPM (ang. parts per milion)
- liczba błędów/liczby transakcji
- liczba reklamacji
- koszty złej jakości (ang. cost of poor quality, COPQ)

### Zarządzanie operacyjne
- całkowita efektywność wyposażenia (ang. Overall Equipment Effectiveness, OEE)
- wydajność pracy (wartość produktów lub usług wytworzonych przez jednego pracownika)
- wartość odpadu produkcyjnego (wartościowo lub procentowo)
- średni czas realizacji zamówień klientów (ang. lead time)
- zużycie energii elektrycznej, wody, gazu ziemnego oraz innych mediów
- średni czas od wystąpienia awarii do jej usunięcia (ang. mean time to repair, MTTR)
- średni czas bezawaryjności (ang. mean time between failures, MTBF)
- % pracowników uczestniczących w programie sugestii pracowniczych
- % wdrożonych pomysłów zgłoszonych przez pracowników
- oszczędności uzyskane z wdrożonych pomysłów do wartości sprzedaży/1 pracownika
- wyniki audytów 5S
- średni czas uruchamiania nowego projektu

### Zarządzanie zasobami ludzkimi i BHP
- absencja chorobowa pracowników (np. liczba godzin utraconych/liczba zaplanowanych godzin pracy ogółem w danym okresie)
- rotacja pracowników (dobrowolne odejścia)
- poziom satysfakcji pracowników
- ilość godzin szkoleń na jednego pracownika w roku
- liczba nadgodzin
- efektywność czasu pracy (ECP)
- średni czas trwania procesu rekrutacji (obsadzenia stanowiska pracy w firmie) w dniach
- średni czas dochodzenia do zakładanej produktywności, poziomu jakości, etc.
- liczba godzin utraconych w wyniku wypadków przy pracy do liczby godzin przepracowanych w firmie w ciągu ostatnich 12 miesięcy
- liczba tzw. zdarzeń potencjalnie wypadkowych (ang. near miss accidents)
- % pracowników przeszkolonych z udzielania pierwszej pomocy
- wyniki audytów BHP
- liczba godzin przepracowanych przez pracowników na rzecz lokalnej społeczności
- liczba zgłaszanych usterek (ang. red tags) przez pracownika

### Klienci i obsługa klienta
- koszt pozyskania klienta (ang. customer acquisition cost, CAC)
- odsetek utraconych klientów (ang. churn rate)
- czas trwania operacji lub transakcji (np. otwarcie rachunku bankowego, czas oczekiwania klienta)
- poziom satysfakcji klientów
- % terminowych dostaw do klientów (ang. On Time Delivery, OTD)
- % terminowych lub kompletnych dostaw do klientów (ang. On-Time In-Full, OTIF)
- liczba reklamacji/liczba zrealizowanych wysyłek do klientów ogółem
- dzienna/tygodniowa/miesięczna liczba aktywnych użytkowników (np. aplikacji, serwisu społecznościowego) (ang. daily/weekly/monthly active users)

### Łańcuch dostaw
- OTD/OTIF dostawców
- % wartość zakupów od certyfikowanych dostawców

### Marketing
- liczba pozyskanych nowych klientów

### Wskaźniki finansowe
- zysk netto
- marża na sprzedaży
- przychody ze sprzedaży na jednego pracownika
- wartość zapasów do wielkości sprzedaży
- wskaźnik obrotu zapasami
- ROI
- % przychodów ze sprzedaży nowych produktów (będących na rynku krócej niż X lat)
- % przyrost sprzedaży ponad wzrost PKB
- % sprzedaży realizowanej na rynkach zagranicznych
- wielkość dywidendy na 1 akcję

### Administracja publiczna
- czas wydania pozwolenia na budowę
- czas rejestracji spółki
- średni czas trwania postępowania w sądzie

## Wdrożenie programuKPI
Skuteczny program KPI w firmie powinien spełniać następujące warunki:
- Punktem wyjścia do doboru wskaźników powinna być strategia organizacji: wskaźniki powinny dotyczyć zagadnień, które są ważne dla przedsiębiorstwa, stanowić odpowiedź na jego potrzeby i problemy, oraz być dostosowane do jego sytuacji oraz specyfiki sektora, w którym ono działa.
- Liczba wskaźników nie powinna być większa niż 20 (celem programu KPI nie jest mierzenie wszystkiego, ale stworzenie skutecznego narzędzia monitorowania i zarządzania wynikami).
- Wybrane do programu KPI powinny uwzględniać najważniejsze procesy/obszary funkcjonalne firmy; wskaźniki finansowe powinny stanowić mniejszość.
- Każdy wskaźnik musi mieć określony cel liczbowy na dany rok. Punktem wyjścia powinny być wyniki osiągnięte przez organizację w poprzednich okresach oraz benchmarking najlepszych, podobnych organizacji w sektorze.
- Cele powinny być w kolejnych okresach podnoszone, co pobudza działania ciągłego doskonalenia.
- Należy wykluczyć wskaźniki, które mogą „konkurować” ze sobą (np. wartość zapasów wyrobów gotowych oraz terminowość/kompletność dostaw do klienta w firmie produkcyjnej).
- Należy wybierać wyłącznie takie wskaźniki, na wyniki których pracownicy mają rzeczywisty wpływ.
- Jak największa liczba KPI powinna mieć bezpośrednie przełożenie na zaspokajanie potrzeb, oczekiwań oraz poziom satysfakcji klientów; wskaźniki, które odnoszą się wyłącznie do wewnętrznych procesów i potrzeb organizacji powinny stanowić mniejszość.
- Należy stosować KPI do obliczania wyników dla których istnieją lub łatwo mogą być zgromadzone potrzebne dane (koszty gromadzenia danych nie mogą być wyższe niż korzyści ze stosowania wskaźnika).
- KPI powinny być proste oraz przystępnie i precyzyjnie zdefiniowane (muszą je rozumieć wszyscy pracownicy, należy wykluczyć możliwość manipulowania wynikami).
- Definicje KPI nie powinny być bez ważnej przyczyny zmieniane, gdyż utrudnia to porównywanie wyników pomiędzy okresami.
- Pracownicy muszą zostać zapoznani z definicjami KPI; muszą rozumieć wskaźniki i sposób ich obliczania.
- Stosowanie KPI musi rodzić odpowiedzialność – każdy wskaźnik powinien mieć swego właściciela.
- Pracownicy muszą regularnie i możliwie najszybciej otrzymywać informację zwrotną na temat wyników mierzonych za pomocą KPI za kolejny okres (zbyt długi czas oczekiwania na wyniki demotywuje i opóźnia realizację działań doskonalących, przez co program KPI staje się nieskuteczny).
- Program KPI powinien być powiązany z systemem wynagradzania/premiowania w firmie, a cele liczbowe przypisane do KPI powinny zostać włączone do celów indywidualnych menedżerów średniego i wyższego szczebla oraz być weryfikowane w czasie ocen okresowych.